# Moorpark
Moorpark, fundada en 1983, es una ciudad ubicada en el condado de Ventura en el estado estadounidense de California. En el año 2000 tenía una población de 32,978 habitantes y una densidad poblacional de 467.3 personas por km².

## Geografía
Moorpark se encuentra ubicada en las coordenadas 34°17′N 118°52′O / 34.283, -118.867. Según la Oficina del Censo, la ciudad tiene un área total de 70,61 km² (27,3 mi²), de la cual 70,58 km² (27,3 mi²) es tierra y 0,3 km² (0,1 mi²) (1.30%) es agua.

## Demografía
De acuerdo al censo de los Estados Unidos de 2010, Moorpark tiene una población de 34 421 habitantes. La composición racial era 25 860 (75,1 %) blancos, 533 (1,5%) negros, 248 (0,7%) amerindios, 2.352 (6,8%) asiáticos, 50 (0.1%) isleños del Pacífico, 3.727 (10,8%) de otras razas, y 1.651 (4,8%) de dos o más razas. Los hispanos o latinos de cualquier raza eran 10.813 personas (31,4%).
| Personas por raza                   | 1980  | 1980    | 1990   | 1990    | 2000   | 2000    | 2010   | 2010    | 2018   | 2018    |
| Personas por raza                   | Total | Pct     | Total  | Pct     | Total  | Pct     | Total  | Pct     | Total  | Pct     |
| ----------------------------------- | ----- | ------- | ------ | ------- | ------ | ------- | ------ | ------- | ------ | ------- |
| Blanco no hispano                   | 1 817 | 45,09 % | 17 745 | 69,60 % | 19 611 | 62,43 % | 19 654 | 57,10 % | 19 650 | 55,60 % |
| Hispano o latino                    | 2 149 | 53,33 % | 5 536  | 21,71 % | 8 662  | 27,57 % | 10 723 | 31,15 % | 12 729 | 36,02 % |
| Asiático                            | 19    | 0,47 %  | 1 634  | 6,41 %  | 1 770  | 5,63 %  | 2 352  | 6,83 %  | 2 934  | 8,30 %  |
| Negro o afroamericano               | 6     | 0,15 %  | 396    | 1,55 %  | 476    | 1,52 %  | 533    | 1,55 %  | 594    | 1,68 %  |
| Indio americano y nativo de Alaska  | 19    | 0,47 %  | 100    | 0,39 %  | 82     | 0,26 %  | 76     | 0,22 %  | 95     | 0,27 %  |
| Hawaiano y otro isleño del Pacífico | 3     | 0,07 %  | 55     | 0,22 %  | 29     | 0,09 %  | 38     | 0,11 %  | 172    | 0,49 %  |
| Otro                                | 17    | 0,42 %  | 28     | 0,11 %  | 75     | 0,24 %  | 69     | 0,20 %  | 100    | 0,28 %  |
| Dos o más razas                     |       |         |        |         | 710    | 2,26 %  | 976    | 2,84 %  | 1 293  | 3,66 %  |
| Total                               | 4 030 | 100,00% | 25 494 | 100,00% | 31 415 | 100,00% | 34 421 | 100,00% | 36 274 | 100,00% |

Según la Oficina del Censo en 2007 los ingresos medios por hogar en la localidad eran de $90,109, y los ingresos medios por familia eran $96,532. Los hombres tenían unos ingresos medios de $55,535 frente a los $35,790 para las mujeres. La renta per cápita para la localidad era de $25,383. Alrededor del 4.3% de la población estaban por debajo del umbral de pobreza.